# Dama Kawan
Dama Kawan is een bestuurslaag in het regentschap Bireuen van de provincie Atjeh, Indonesië. Dama Kawan telt 352 inwoners (volkstelling 2010).